# Nati nel 1964/Dicembre
| Questa pagina contiene informazioni ricavate automaticamente dalle voci biografiche con l'ausilio del template Bio e di un bot. L'aggiornamento è periodico e automatico e ricostruisce completamente la pagina. Se manca una persona in questa lista, sei pregato di non aggiungerla, ma accertati piuttosto che la sua voce biografica contenga il template Bio e che i dati anagrafici siano correttamente compilati. Se il template Bio manca, inseriscilo tu stesso o, in alternativa, metti l'avviso {{tmp\|Bio}} che ne segnala la mancanza. Se i dati riportati sono sbagliati, correggi direttamente la voce biografica; le modifiche saranno visibili in questa lista entro pochi giorni. Per chiarimenti vedi il progetto biografie. La lista contiene solo le 296 persone che sono citate nell'enciclopedia e per le quali è stato implementato correttamente il template Bio. Pagina aggiornata al 18 ago 2025. |

- 1º dicembre - Angelo Canzonieri, ex ciclista su strada italiano
- 1º dicembre - Burkhard Reich, ex calciatore tedesco orientale
- 1º dicembre - Salvatore Schillaci, calciatore italiano († 2024)
- 1º dicembre - Jo Walton, scrittrice e poetessa gallese
- 2 dicembre - Nick Cheung, attore cinese
- 2 dicembre - Brian Habib, ex giocatore di football americano statunitense
- 2 dicembre - Lee McNeill, velocista statunitense († 2021)
- 2 dicembre - Aleksej Borisovič Parygin, artista russo
- 2 dicembre - Marko Tanasić, ex calciatore serbo
- 3 dicembre - Daniele Asti, ex ciclista su strada italiano
- 3 dicembre - David Clarke, ex calciatore inglese
- 3 dicembre - Toi Cook, ex giocatore di football americano statunitense
- 3 dicembre - Lisanne Falk, attrice statunitense
- 3 dicembre - Pietro Geranzani, pittore italiano
- 3 dicembre - István Kozma, ex calciatore ungherese
- 3 dicembre - Tomaz Lavric, fumettista sloveno
- 3 dicembre - Pam Leake, ex cestista statunitense
- 3 dicembre - Tosh McKinlay, ex calciatore scozzese
- 3 dicembre - José Murcia, allenatore di calcio e ex calciatore spagnolo
- 3 dicembre - Anna Richards, rugbista a 15 e allenatrice di rugby a 15 neozelandese
- 3 dicembre - Sven Schwarz, canottiere olandese
- 3 dicembre - Franz Tscherne, attore e regista austriaco
- 4 dicembre - Jean-Michel Blanquer, politico francese
- 4 dicembre - Bruno Cannucciari, fumettista italiano
- 4 dicembre - Christopher B. Duncan, attore statunitense
- 4 dicembre - Sertab Erener, cantante, paroliera e compositrice turca
- 4 dicembre - Feridun Zaimoglu, scrittore e artista tedesco
- 4 dicembre - Benoît Giasson, ex schermidore canadese
- 4 dicembre - Jonathan Goldstein, attore, regista televisivo e produttore televisivo statunitense
- 4 dicembre - Rob Harmeling, ex ciclista su strada olandese
- 4 dicembre - Scott Hastings, ex rugbista a 15 britannico
- 4 dicembre - Uwe Kröger, attore e cantante tedesco
- 4 dicembre - Diego Lama, scrittore, architetto e giornalista italiano
- 4 dicembre - Chelsea Noble, attrice statunitense
- 4 dicembre - Rene Pauritsch, allenatore di calcio, dirigente sportivo e ex calciatore austriaco
- 4 dicembre - Sevil Shhaideh, economista, funzionaria e politica rumena
- 4 dicembre - Antonio Tessariol, allenatore di calcio e ex calciatore italiano
- 4 dicembre - Marisa Tomei, attrice statunitense
- 5 dicembre - Zeno Braitenberg, giornalista, conduttore televisivo e saggista italiano
- 5 dicembre - Chris Connelly, musicista, cantante e attore teatrale britannico
- 5 dicembre - Antonio D'Alessio, politico italiano
- 5 dicembre - Cliff Eidelman, compositore e direttore d'orchestra statunitense
- 5 dicembre - Jay Lane, batterista statunitense
- 5 dicembre - Pablo Morales, ex nuotatore statunitense
- 5 dicembre - Park Joo-bong, ex giocatore di badminton sudcoreano
- 5 dicembre - Maria Pia Valetto, politica italiana
- 5 dicembre - Martin Vinnicombe, ex pistard australiano
- 6 dicembre - Giulio Base, regista, sceneggiatore e attore italiano
- 6 dicembre - Martin Bell, ex sciatore alpino britannico
- 6 dicembre - Jeff Blando, chitarrista statunitense
- 6 dicembre - Marat Ganeev, ex pistard e ciclista su strada russo
- 6 dicembre - Loris Giazzon, poliziotto italiano († 1993)
- 6 dicembre - Sylvie Goulard, politica, funzionaria e saggista francese
- 6 dicembre - Giorgio Jannone, dirigente d'azienda, politico e banchiere italiano
- 6 dicembre - Goran Milojević, allenatore di calcio e ex calciatore serbo
- 6 dicembre - Meli'sa Morgan, cantautrice statunitense
- 6 dicembre - Heroll Salihi, ex calciatore albanese
- 6 dicembre - Garth Stein, scrittore e produttore cinematografico statunitense
- 7 dicembre - Siriporn Ampaipong, cantante e attrice thailandese
- 7 dicembre - Vladimir Artëmov, ex ginnasta sovietico
- 7 dicembre - Loreta Berūkštienė, ex cestista lituana
- 7 dicembre - Patrick Fabian, attore statunitense
- 7 dicembre - Anthony Frederick, cestista statunitense († 2003)
- 7 dicembre - Károly Gelei, allenatore di calcio, ex calciatore e ex giocatore di calcio a 5 ungherese
- 7 dicembre - Curtis Hughes, wrestler statunitense
- 7 dicembre - Lee Hyung-kun, sollevatore sudcoreano († 2022)
- 7 dicembre - J. R. Moehringer, giornalista e scrittore statunitense
- 7 dicembre - Stuart Tinney, cavaliere australiano
- 7 dicembre - Dario Zuffi, allenatore di calcio e ex calciatore svizzero
- 8 dicembre - Bruno Belotti, scacchista italiano
- 8 dicembre - Laurent Croci, allenatore di calcio e ex calciatore francese
- 8 dicembre - Steve DeVries, ex tennista statunitense
- 8 dicembre - Teri Hatcher, attrice statunitense
- 8 dicembre - Nikola Jerkan, ex calciatore croato
- 8 dicembre - Athena Kottak, batterista statunitense
- 8 dicembre - Chigusa Nagayo, wrestler giapponese
- 8 dicembre - Oscar Ramírez, allenatore di calcio e ex calciatore costaricano
- 8 dicembre - Mario Rebollo, ex calciatore uruguaiano
- 8 dicembre - John Refoua, montatore statunitense († 2023)
- 8 dicembre - Jeremias Schröder, abate e religioso tedesco
- 8 dicembre - Valentina Stella, cantante italiana
- 9 dicembre - Marco Bellavia, ex modello e conduttore televisivo italiano
- 9 dicembre - Peter Blangé, allenatore di pallavolo e ex pallavolista olandese
- 9 dicembre - Petr Bříza, dirigente sportivo e ex hockeista su ghiaccio ceco
- 9 dicembre - Giuseppe Calcaterra, ex ciclista su strada italiano
- 9 dicembre - Enzo Costa, giornalista e scrittore italiano († 2014)
- 9 dicembre - Blas Cristaldo, ex calciatore paraguaiano
- 9 dicembre - Michael Foster, batterista statunitense
- 9 dicembre - Alessandro Lamberti, arrampicatore e preparatore atletico italiano
- 9 dicembre - Paul Landers, chitarrista tedesco
- 9 dicembre - Michael Müller, politico tedesco
- 9 dicembre - Anna Negri, regista e sceneggiatrice italiana
- 9 dicembre - Chérif Oudjani, ex calciatore algerino
- 9 dicembre - Roberto Paolo, giornalista e scrittore italiano
- 9 dicembre - Stefania Piazzo, giornalista italiana
- 9 dicembre - Roberto Rinaldi, fumettista italiano
- 10 dicembre - Stef Blok, politico olandese
- 10 dicembre - Dario Floreano, informatico italiano
- 10 dicembre - Edith González, attrice e conduttrice televisiva messicana († 2019)
- 10 dicembre - Viktor Klimov, ex ciclista su strada ucraino
- 10 dicembre - Prudence Liew, cantante e attrice hongkonghese
- 10 dicembre - Taisija Povalij, cantante e attrice ucraina
- 11 dicembre - Franco Ballerini, ciclista su strada e dirigente sportivo italiano († 2010)
- 11 dicembre - Michel Courtemanche, attore e mimo canadese
- 11 dicembre - Massimo Fochi, ex giocatore di baseball e dirigente sportivo italiano
- 11 dicembre - Joe Kelly, ex giocatore di football americano statunitense
- 11 dicembre - Ella Kovacs, ex mezzofondista rumena
- 11 dicembre - Lee Tae-hyung, astronomo sudcoreano
- 11 dicembre - Liêm Hoang-Ngoc, economista e politico francese
- 11 dicembre - Éva Sztojkovics, ex cestista ungherese
- 11 dicembre - Lewis Trondheim, disegnatore e fumettista francese
- 11 dicembre - Carolyn Waldo, nuotatrice artistica canadese
- 12 dicembre - Barbara Manning, musicista e cantautrice statunitense
- 12 dicembre - Guido Della Frera, politico italiano
- 12 dicembre - Herminio Díaz Zabala, ex ciclista su strada e dirigente sportivo spagnolo
- 12 dicembre - Kenneth Ham, aviatore e ex astronauta statunitense
- 12 dicembre - Haywood Jeffires, ex giocatore di football americano statunitense
- 12 dicembre - Christi Lake, ex attrice pornografica statunitense
- 12 dicembre - Suzanne Landells, ex nuotatrice australiana
- 12 dicembre - Romano Orzari, attore e produttore cinematografico canadese
- 12 dicembre - Sabu, wrestler statunitense († 2025)
- 12 dicembre - Andy Saville, ex calciatore inglese
- 12 dicembre - Eckhardt Schultz, ex canottiere tedesco
- 12 dicembre - Greg Welch, ex triatleta australiano
- 13 dicembre - Ron Bellamy, ex pugile statunitense
- 13 dicembre - Vili Beroš, politico croato
- 13 dicembre - Richard Bradley, filosofo sudafricano
- 13 dicembre - Dieter Eilts, allenatore di calcio e ex calciatore tedesco
- 13 dicembre - Hide, cantante e chitarrista giapponese († 1998)
- 13 dicembre - Arturs Krišjānis Kariņš, politico lettone
- 13 dicembre - Martin Laliberté, missionario e vescovo cattolico canadese
- 13 dicembre - Mario Marinică, allenatore di calcio e ex calciatore rumeno
- 13 dicembre - Kristen McMenamy, supermodella statunitense
- 13 dicembre - Marcela Morelo, cantautrice argentina
- 13 dicembre - Lucky Peterson, cantante, tastierista e chitarrista statunitense († 2020)
- 13 dicembre - Ricardo Gomes, allenatore di calcio e ex calciatore brasiliano
- 13 dicembre - Jiří Rohan, ex canoista ceco
- 13 dicembre - Hisanori Shirasawa, allenatore di calcio e ex calciatore giapponese
- 13 dicembre - Andre Turner, ex cestista statunitense
- 13 dicembre - Azər Zeynalov, musicista azero
- 14 dicembre - Rebecca Gibney, attrice neozelandese
- 14 dicembre - Karey Kirkpatrick, sceneggiatore, regista e produttore cinematografico statunitense
- 14 dicembre - Jurij Lucenko, politico ucraino
- 14 dicembre - Noémie Lvovsky, regista, sceneggiatrice e attrice francese
- 14 dicembre - Luis Mosquera, ex calciatore ecuadoriano
- 14 dicembre - Carlo Pasceri, chitarrista e compositore italiano
- 14 dicembre - Giorgio Squadrone, paracadutista italiano
- 14 dicembre - Dino Stamatopoulos, attore, sceneggiatore e produttore televisivo statunitense
- 14 dicembre - Leszek Zygmunt, ex giocatore di calcio a 5 polacco
- 15 dicembre - Kubatbek Boronov, politico kirghiso
- 15 dicembre - Stefano Chiodaroli, comico, cabarettista e attore italiano
- 15 dicembre - Paul Kaye, attore e comico inglese
- 15 dicembre - Luca Sofri, giornalista, blogger e conduttore radiofonico italiano
- 15 dicembre - Teng Pi-cheng, ex cestista taiwanese
- 16 dicembre - Souad Abderrahim, politica tunisina
- 16 dicembre - Mirella Banti, attrice italiana
- 16 dicembre - Roberto Conti, ex ciclista su strada italiano
- 16 dicembre - Heike Drechsler, ex lunghista e velocista tedesca
- 16 dicembre - Giorgio d'Asburgo-Lorena, diplomatico austriaco
- 16 dicembre - Adam Guettel, compositore e paroliere statunitense
- 16 dicembre - John Kirwan, rugbista a 13, rugbista a 15 e allenatore di rugby a 15 neozelandese
- 16 dicembre - Alberto Pellai, medico italiano
- 16 dicembre - Anfisa Rezcova, biatleta e fondista russa († 2023)
- 16 dicembre - Juan Simón, ex giocatore di calcio a 5 spagnolo
- 16 dicembre - J. B. Smoove, attore statunitense
- 16 dicembre - Akihisa Sonobe, preparatore atletico e ex calciatore giapponese
- 16 dicembre - Rune Tangen, allenatore di calcio e ex calciatore norvegese
- 16 dicembre - Jette Torp, cantante danese
- 16 dicembre - Paul Vogt, attore statunitense
- 16 dicembre - Marieke van Drogenbroek, ex canottiera olandese
- 17 dicembre - Michel Fau, attore e regista francese
- 17 dicembre - Stan Heath, allenatore di pallacanestro statunitense
- 17 dicembre - Alfons Higl, allenatore di calcio e ex calciatore tedesco
- 17 dicembre - Mike Riley, ex arbitro di calcio inglese
- 17 dicembre - Anna-Liisa Tilus, conduttrice televisiva, annunciatrice televisiva e modella finlandese
- 17 dicembre - Ginger, chitarrista e cantante inglese
- 17 dicembre - Joe Wolf, cestista e allenatore di pallacanestro statunitense († 2024)
- 18 dicembre - Steve Austin, ex wrestler e attore statunitense
- 18 dicembre - Robson Green, attore, cantante e conduttore televisivo britannico
- 18 dicembre - Johji Manabe, fumettista giapponese
- 18 dicembre - Pierre Nkurunziza, politico burundese († 2020)
- 18 dicembre - Hans Olsson, ex canoista svedese
- 19 dicembre - Angelo Baiguini, conduttore radiofonico e conduttore televisivo italiano
- 19 dicembre - Ben Becker, attore e cantante tedesco
- 19 dicembre - Thomas Brussig, scrittore tedesco
- 19 dicembre - Béatrice Dalle, attrice francese
- 19 dicembre - Winston Garland, ex cestista statunitense
- 19 dicembre - Phil Gee, ex calciatore inglese
- 19 dicembre - Pavlo Jakovenko, allenatore di calcio e ex calciatore ucraino
- 19 dicembre - John Keenan, vescovo cattolico scozzese
- 19 dicembre - Randall McDaniel, giocatore di football americano statunitense
- 19 dicembre - Carmen María Montiel, modella venezuelana
- 19 dicembre - Wojciech Polak, arcivescovo cattolico polacco
- 19 dicembre - Arvydas Sabonis, ex cestista e dirigente sportivo lituano
- 20 dicembre - Mark Coleman, artista marziale misto e lottatore statunitense
- 20 dicembre - Robert Gustafsson, attore, comico e sceneggiatore svedese
- 20 dicembre - Alessandro Perissinotto, scrittore e traduttore italiano
- 20 dicembre - Marina Pestova, ex pattinatrice artistica su ghiaccio sovietica
- 20 dicembre - Ognjana Petrova, canoista bulgara
- 20 dicembre - Finn Renna, ex calciatore norvegese
- 20 dicembre - Clara Rojas, avvocata e politica colombiana
- 21 dicembre - Maria Cristina Cantù, politica italiana
- 21 dicembre - Kai Arne Engelstad, ex pattinatore di velocità su ghiaccio norvegese
- 21 dicembre - Kunihiko Ikuhara, artista e regista giapponese
- 21 dicembre - Rob Kelly, allenatore di calcio e ex calciatore inglese
- 21 dicembre - Jack Noseworthy, attore statunitense
- 21 dicembre - Alessandro Paci, comico, cabarettista e attore italiano
- 21 dicembre - Noel Sanvicente, allenatore di calcio e ex calciatore venezuelano
- 21 dicembre - Keith Taylor, ex giocatore di football americano statunitense
- 21 dicembre - Fabiana Udenio, attrice italiana
- 22 dicembre - Roman Kukleta, calciatore cecoslovacco († 2011)
- 22 dicembre - Lee Jae-myung, politico sudcoreano
- 22 dicembre - Hildelisa Rodríguez, ex schermitrice cubana
- 22 dicembre - Peter Wagner, bassista e cantante tedesco
- 22 dicembre - Manfred Zsak, allenatore di calcio e ex calciatore austriaco
- 23 dicembre - Antonio Baravalle, dirigente d'azienda italiano
- 23 dicembre - Norman Bellingham, ex canoista statunitense
- 23 dicembre - Andrew Cooper, ex canottiere australiano
- 23 dicembre - Aldo Di Biagio, politico italiano
- 23 dicembre - Andrew Gabel, ex pattinatore di short track statunitense
- 23 dicembre - Keith Gatlin, ex cestista e allenatore di pallacanestro statunitense
- 23 dicembre - Jens Heppner, dirigente sportivo e ex ciclista su strada tedesco
- 23 dicembre - Shelley Malil, attore indiano
- 23 dicembre - Pierluigi Peracchini, politico italiano
- 23 dicembre - Eddie Vedder, cantautore e musicista statunitense
- 24 dicembre - Jean-Paul Civeyrac, regista francese
- 24 dicembre - Emanuele Dessì, giornalista e conduttore televisivo italiano
- 24 dicembre - Kenny Earl "Rhino" Edwards, batterista statunitense
- 24 dicembre - Lee Hyeong-suk, ex cestista sudcoreana
- 24 dicembre - Christophe Miossec, musicista e cantautore francese
- 24 dicembre - Francesco Saverio Romano, politico italiano
- 24 dicembre - Giōrgos Savva, ex calciatore cipriota
- 24 dicembre - Rui Manuel Sousa Valério, patriarca cattolico portoghese
- 24 dicembre - Mark Valley, attore e ex militare statunitense
- 24 dicembre - Stu West, bassista britannico
- 25 dicembre - Ian Bostridge, tenore e scrittore inglese
- 25 dicembre - Ofer Cassif, politico israeliano
- 25 dicembre - Alberto Giuliani, allenatore di pallavolo italiano
- 25 dicembre - Ēriks Grigjans, ex calciatore e allenatore di calcio lettone
- 25 dicembre - Devon Harris, bobbista giamaicano
- 25 dicembre - Raymond Libregts, allenatore di calcio e ex calciatore olandese
- 25 dicembre - Gary McAllister, allenatore di calcio e ex calciatore scozzese
- 25 dicembre - Flavio Pirini, cantautore e cabarettista italiano
- 25 dicembre - Kevin Simms, ex rugbista a 15 e medico britannico
- 25 dicembre - Jonas Sjöstedt, politico svedese
- 25 dicembre - Jesús Solana, allenatore di calcio e ex calciatore spagnolo
- 26 dicembre - Rolf Barmen, dirigente sportivo, allenatore di calcio e ex calciatore norvegese
- 26 dicembre - Colleen Dion, attrice statunitense
- 26 dicembre - Elizabeth Kostova, scrittrice statunitense
- 26 dicembre - René Ortubé, arbitro di calcio boliviano
- 26 dicembre - Giuseppe Puliè, ex fondista italiano
- 26 dicembre - Rubén Valtierra, tastierista e compositore statunitense
- 26 dicembre - Lydia de Vega, velocista filippina († 2022)
- 27 dicembre - Antonella Del Lago, ex attrice pornografica italiana
- 27 dicembre - Ian Gomez, attore statunitense
- 27 dicembre - Brigitte Haas, politica liechtensteinese
- 27 dicembre - Davide Milesi, maratoneta, fondista di corsa in montagna e scialpinista italiano
- 27 dicembre - Gary Muller, ex tennista sudafricano
- 27 dicembre - Theresa Randle, attrice statunitense
- 27 dicembre - Rob Rose, ex cestista statunitense
- 27 dicembre - Spartaco Sarno, scacchista italiano
- 28 dicembre - Rick Leach, ex tennista statunitense
- 28 dicembre - Francesco Saverio Nucci, manager italiano
- 28 dicembre - Ian Painter, allenatore di calcio e ex calciatore inglese
- 28 dicembre - Jan Somers, chitarrista olandese († 2011)
- 28 dicembre - Rossella Tarolo, ex velocista italiana
- 28 dicembre - Evan Wright, giornalista statunitense († 2024)
- 29 dicembre - Jurij Baturenko, ex calciatore e allenatore di calcio tagiko
- 29 dicembre - Michael Cudlitz, attore statunitense
- 29 dicembre - José Luis Fernández, attore spagnolo
- 29 dicembre - Nicola Fanucchi, attore e regista italiano
- 29 dicembre - Marco Ferrante, giornalista e scrittore italiano
- 29 dicembre - Svatava Kysilková, ex cestista cecoslovacca
- 29 dicembre - Christine Leunens, scrittrice neozelandese
- 29 dicembre - John Loyer, allenatore di pallacanestro statunitense
- 29 dicembre - Mauricinho, ex calciatore brasiliano
- 29 dicembre - Assuntela Messina, politica italiana
- 29 dicembre - Thomas Jessayyan Netto, arcivescovo cattolico indiano
- 29 dicembre - Philip Ridley, artista, scrittore e drammaturgo inglese
- 29 dicembre - Martine Robine, modella francese
- 29 dicembre - Leticia Torres, ex atleta paralimpica messicana
- 30 dicembre - Pascal Baills, allenatore di calcio e ex calciatore francese
- 30 dicembre - Marc Carmona, allenatore di calcio a 5 e ex giocatore di calcio a 5 spagnolo
- 30 dicembre - Dag Johan Haugerud, scrittore, regista e sceneggiatore norvegese
- 30 dicembre - George Newbern, attore statunitense
- 30 dicembre - Mauricio Silvera, ex calciatore uruguaiano
- 30 dicembre - Vilmoș Szabo, ex schermidore rumeno
- 30 dicembre - Maria Carmela Verardi, ex cestista italiana
- 30 dicembre - Sophie Ward, attrice britannica
- 31 dicembre - Sylvestre Amoussou, attore e regista beninese
- 31 dicembre - Fernando Giner, allenatore di calcio e ex calciatore spagnolo
- 31 dicembre - Amedeo Mandara, militare italiano
- 31 dicembre - Renato Marzi, attore italiano
- 31 dicembre - Michael McDonald, attore, comico e regista statunitense
- 31 dicembre - Andreas Prochaska, regista austriaco
- 31 dicembre - Valentina Vargas, attrice cilena